# Templo y exconvento de San Francisco de Asís de Querétaro
El templo de San Francisco es una antigua iglesia conventual de México  que durante un tiempo fungió como catedral de Querétaro. El convento se comenzó en 1589, aunque el templo fue concluido en 1640 y el claustro en 1698 por razones culturales.

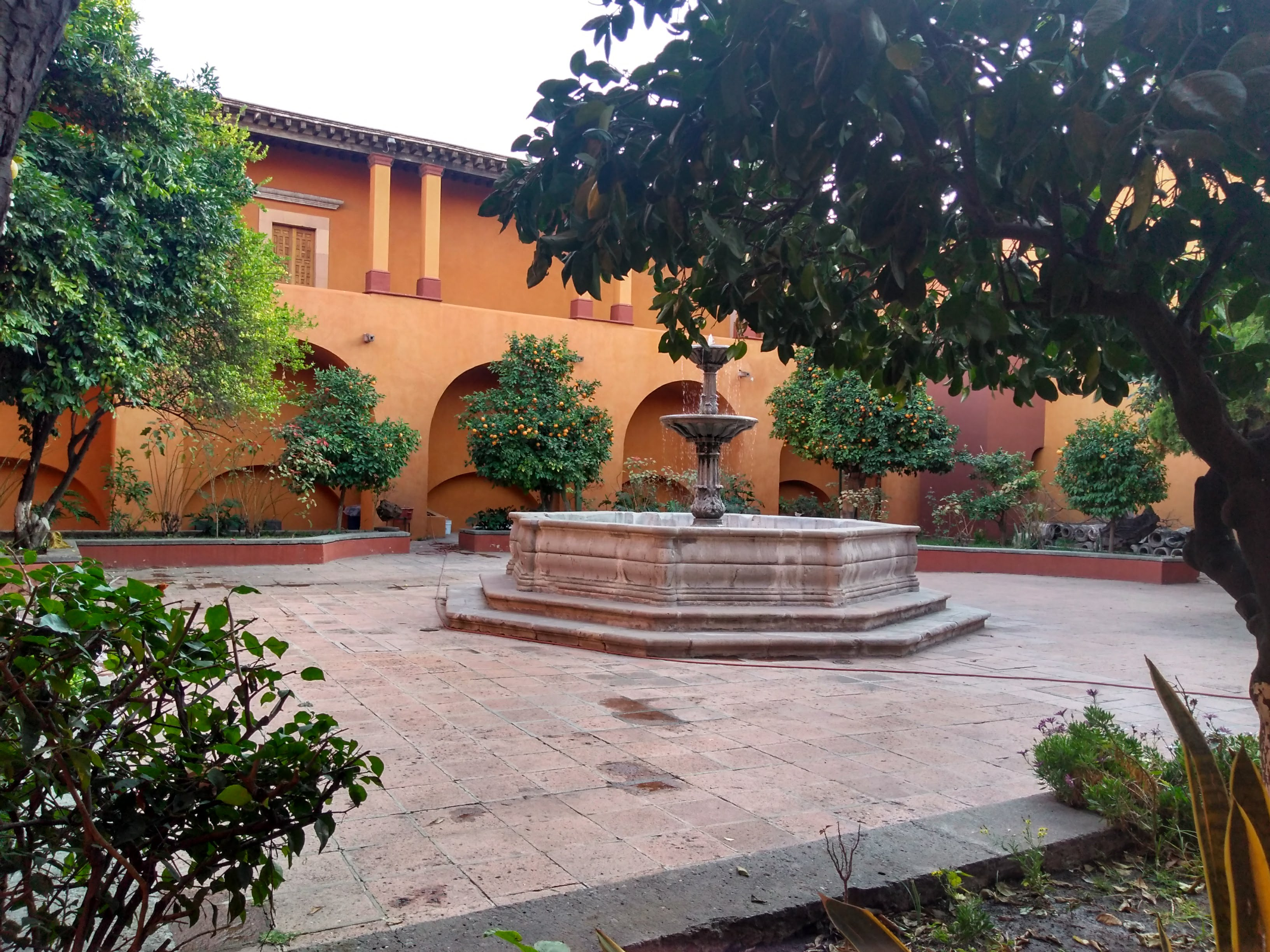
Jardín en Templo y exconvento de San Francisco de Asís de Querétaro.

Contó con importantes y hermosos retablos barrocos chapados en oro que adornan. En él se conservan importantes piezas artísticas, entre ellas un facistol barroco y la sillería del coro alto obra del arquitecto celayense Francisco Eduardo Tresguerras del siglo XVIII y obras escultóricas de Mariano Montenegro y Mariano Arce. El retablo mayor fue retirado para ser sustituido por el actual de estilo neoclásico el cual fue bendecido en octubre de 1990.
El convento franciscano ocupó varias de las zonas y construcciones que rodean al templo de San Francisco. La actual plaza de Querétaro
fue la amplia huerta del Convento. El jardín Zenea (antes jardín Obregón) formó parte del atrio. En lo que fue el atrio del convento Grande de San Francisco se demolieron a mediados del siglo XIX gran cantidad de templos y capillas de los siglos XVI y XVII. Entre las construcciones afectadas se encuentran el templo de la Tercera Orden, la capilla de la Santa Orden de Loreto, la capilla del Señor de Villaseca, la capilla del Cristo de San Benito, La Santa Escala de Cristo y la capilla de los Hermanos del Cordón.

## Eventos históricos
- 1540-1545: Fernando de Tapia cedió el terreno a los Religiosos Franciscanos para edificar el Templo y Convento Grande de San Francisco. Durante su construcción, Fernando de Tapia construyó la capilla de San José de los Naturales, para que se celebrara el culto religioso, al lado de la Epístola.
- 1560: Se concluyó la construcción del templo. Los religiosos se mudaron a la obra del convento.
- 1598: Se concluyó la construcción del convento.
- 1571: Falleció Fernando de Tapia y fue sepultado en el Templo de San Francisco, en el lado de la Epístola en el crucero del lado derecho.
- 1594: Se construyó dentro del recinto bordeado del Convento, la capilla de los Hermanos del Cordón, uno de  cinco templos que se construirían. El templo funcionó como parroquia de indios y se encontraba en lo que hoy es la calle Corregidora y la parte oriente del Gran Hotel.
- 1634: Se construyó el templo de la Tercera Orden, única iglesia en Querétaro con tres naves. Se ubicó en lo que hoy es el centro del Gran Hotel.
- 1677: Se construyó la torre actual de cantera, reemplazando la torre original de mampostería que era cuadrangular y de tres cuerpos.
- 1694: Se construyó la capilla de la Santa Casa (Orden) de Loreto, ubicado en el lado poniente del Gran Hotel.
- 1696: Se construyó la capilla del Santo Cristo de San Benito, ubicado al sur de la mitad del actual Jardín Zenea.

- 1700: Se iniciaron obras de renovación en todo el edificio.
- 1723-1729: Se colocaron los retablos de madera tallada y dorada en los altares del templo.
- 1765: Se construye el quinto de los templos adyacentes al recinto del convento, el templo del Señor de Villaseca, ubicado en la esquina del actual Jardín Zenea y la calle Madero.
- 1769: Se colocó un reloj en una ventana de la torre.
- 1796: Se instaló en el Coro la sillería y un facistol monumental, obra de Francisco Eduardo Tresguerras.
- 1803: Se inauguró un acceso directo a las criptas del templo, en la capilla del Perdón. Las criptas cuentan con al menos mil nichos y un altar de mármol.
- 1861: Las fuerzas Liberales derribaron a cañonazos parte de la barda del recinto y las capillas del convento. Destrozaron y quemaron esculturas y pinturas, así como ornamentos sagrados. Así comenzó la destrucción del recinto, el cual ocupaba el área que actualmente ocupan cuatro y media manzanas. Además de los cinco templos, se destruyeron patios, arcadas, fuentes, salones y jardines. Una de las fuentes destruidas se ubicaba en la actual esquina de las calles Juárez e Independencia; la fuente era de cantera y tenía una figura de Serafín, dando el nombre de la Calle del Serafín a la actual calle de Independencia.
- 1869: El reloj colocado en la torre se movió al frente de la azotea, lugar donde continua.
- 1916: Se abrió al calle de Corregidora, frente al templo y convento.
- 1981: Se realizaron obras para cambiar el pavimento del templo por mármol, sustituyendo los anteriores de madera, mosaico y loza. Durante la obra se recubrieron con tabique las bases de los altares y del comulgatorio, además se encontraron tres osarios frente al altar de Nuestra Señora del Pueblito, mismos que se depositaron en el crucero de la Epístola. Se descubrió una cimentación diez metros adelante del altar mayor que podría corresponder al altar original; en la entrada de ambos cruceros se encontraron las cimentaciones de pilares de cruceros más angostos que los actuales, y en el crucero de la Epístola unos escalones que quizá fueron la primera entrada a las criptas.
- Actualidad: El Templo de San Francisco continúa como lugar de culto, mientras que el Convento está ocupado por las instalaciones del Museo Regional de Querétaro.

## Usos

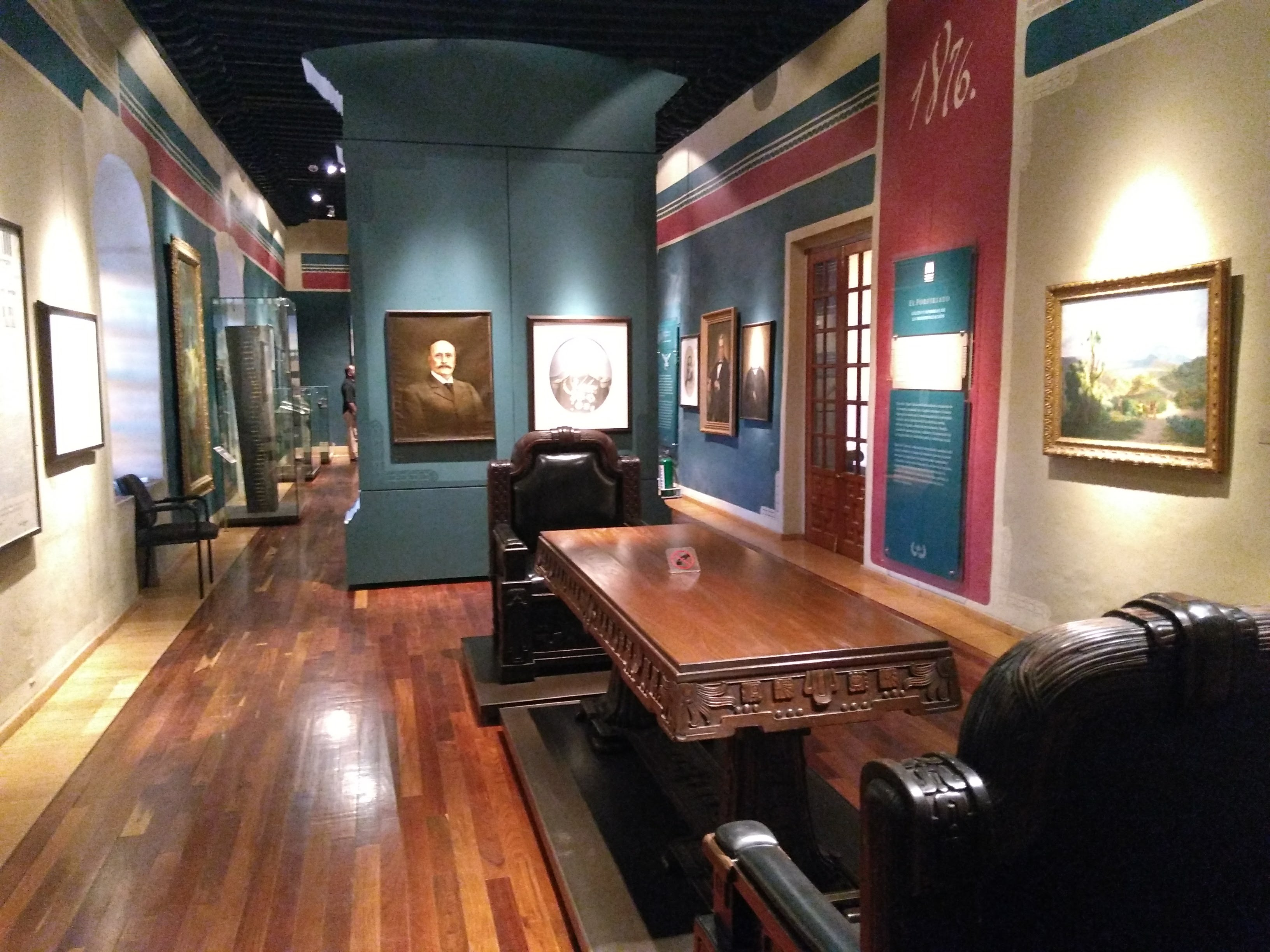
Sala de exhibición en Templo y exconvento de San Francisco de Asís de Querétaro.

Hasta mediados del siglo XIX integraba, aparte del templo y el convento, un conjunto religioso que incluía 5 capillas y patios, un cementerio, un huerto y un gran atrio, que ocupaban en total un área cercana a las 3 hectáreas. Las capillas mencionadas fueron demolidas durante la Guerra de Reforma, algunas de ellas se dice que a cañonazos. El templo de San Francisco funcionó como catedral de Querétaro entre los años de 1865 y 1922. El edificio que ocupó el antiguo convento es hoy Museo Regional.